# Weyhausen
Weyhausen település Németországban, azon belül Alsó-Szászország tartományban. Lakosainak száma 2791 fő (2023. december 31.). Weyhausen Wolfsburg, Osloß, Bokensdorf és Tappenbeck községekkel határos.

## Népesség
A település népességének változása:
| Lakosok száma | 2464 | 2393 | 2413 | 2397 | 2610 | 2742 | 2791 |
|               | 2016 | 2017 | 2018 | 2019 | 2021 | 2022 | 2023 |